# هرمان بروخ
هرمان بروخ (آلمانی: Hermann Broch؛ ۱ نوامبر ۱۸۸۶ – ۳۰ مهٔ ۱۹۵۱) یک نویسنده اتریشی یهودی بود. سه گانه خوابگردها مشهورترین اثر داستانی اوست.